# Кареллы
Кареллы — деревня в Кардымовском районе Смоленской области России. Входит в состав Мольковского сельского поселения. По состоянию на 2007 год постоянного населения не имеет. 
Расположена в центральной части области в 14 км к юго-западу от Кардымова, в 4 км севернее автодороги Р134 «Старая Смоленская дорога» Смоленск — Дорогобуж — Вязьма — Зубцов, на берегу реки Строганка. В 7 км южнее деревни расположена железнодорожная станция Волчейка на линии Москва — Минск. 

## История
В годы Великой Отечественной войны деревня была оккупирована гитлеровскими войсками в августе 1941 года, освобождена в сентябре 1943 года.